# Zmarzły Staw Gąsienicowy
Zmarzły Staw Gąsienicowy nebo Zmarzły Staw pod Zawratem je karové ledovcové jezero ve skupině Gąsienicowých Stawů v Dolině Gąsienicowe ve Vysokých Tatrách v Polsku. Je jedním ze dvou nacházejících se v její východní části, nazývané Dolina Czarna Gąsienicowa, přičemž druhým je Czarny Staw Gąsienicowy. Má rozlohu 0,2820 ha a je 77 m dlouhé a 50 m široké. Dosahuje maximální hloubky 3,7 m a objem vody v něm činí 6360 m³. Leží v nadmořské výšce 1787 m.

## Okolí
Jezero má oválný tvar. Nad jeho západním břehem se zvedají štíty Kościelec a Zadni Kościelec. Na jihu a východě probíhá hřeben s turistickou trasou Orla Perć, sedlem Zawrat a Kozim Wierchem na jihu a Zadnim Granatem na východě.

## Vodní režim
Na ji6ním konci do jezera ústí Czarny Potok Gąsienicowy a odtéká na sever. Rozměry jezera v průběhu času zachycuje tabulka:
| Rok  | Měření prováděl | Rozloha ha | Délka m | Šířka m | Hloubka max.m | Objem m³ |
| ---- | --------------- | ---------- | ------- | ------- | ------------- | -------- |
| —    | WET             | 0,28       | 77      | 50      | 3,7           | —        |
| 2005 | Gregor, Pacl    | 0,2820     | —       | —       | 3,7           | 6 360    |

## Přístup
- modrá turistická stezka Hala Gąsienicowa – Zawrat od Czarne Stawu Gąsienicoweho probíhá západně od plesa a z ní odbočují severně od plesa
  - společná  žlutá a  zelená turistická trasa k severovýchodnímu konci plesa, které se východně od plesa rozdělují a pokračují dále na hřeben, kde se napojují na Orla Perć.